# Јеванђеље по Луки
Јеванђеље по Луки (грч. Κατὰ Λουκᾶν Εὐαγγέλιον [Katà Loukân Euangélion]) једно од четири канонска јеванђеља и трећа књига Новог завета. Библијска скраћеница књиге је Лк.
Хришћанска традиција његов настанак датира око 60. године, док већина данашњих научника сматра да је написано пред крај 1. века, односно око 85. године.
Извори овог јеванђеља су јеванђеље по Марку, као и други извори (види Q документ). Око трећине јеванђеља по Луки чини јединствен материјал у односу на друга јеванђеља, и тај се текст бави позитивним односом који је Исус имао према женама и странцима, његовим саосећањем за прогнане и сиромашне, и новом снагом коју кроткима доноси Свети дух. Јеванђеље по Луки карактеристично је по Христовим причама и параболама. Овде се налазе и чувене приче о блудном сину и о добром Самарићанину. Лукино је јеванђеље у првом реду било намењено хришћанским заједницама састављеним од преобраћеника који нису припадали јудаизму.
Према хришћанском предању, написао га је Лука Јеванђелиста, преобраћеник из паганске грчке породице и дугогодишњи сарадник апостола Павла, у Антиохији Сиријској. Према преовлађујућем мишљењу данашње науке, прави аутор је непознат.
Исти аутор (био то Лука или неко други) је написао је и Дела апостолска, која многи научници сматрају други томом Лукиног јеванђеља. Оба списа су упућена извесном Теофилу, чији идентитет није савим јасан. Оба списа указују на широк распон и потенцијал хришћанства.

## Аутор
Предања једногласно говоре да је аутор јеванђеља Лука. У том смислу сведочи Марцион, један од првих јеретика (умро око 160. године).
Од јеванђеља, једино је Лукино улазило у његов канон библијских књига, тзв. Мураторијев фрагмент, односно у попис књига за које се тврдило да улазе у Нови завет. У антимарциониском прологу Јеванђељу по Луки се такође каже да је Лука био родом из Антиохије, да је био лекар, да је своје јеванђеље написао у Ахаји и да је умро у 84. години, неожењен и без деце.
Извесно је да је исти аутор написао и Дела апостолска, која можемо сматрати наставком Лукиног јеванђеља.
О аутору се, према данашњем стању науке, може закључити да је био хришћанин, вероватно паганског порекла, који је добро баратао грчким језиком, али и добро познавао Стари завет.

## Коме је упућено
Лука је ово јеванђеље писао у другој половини првог века хришћанске ере. Обраћао се првенствено читатељима паганског порекла од којих су неки били добростојећи и премишљали су своје мисионарске подухвате у непријатељском окружењу. Унутрашње и спољашње препирке повећале су непријатељско окружење. Кључно питање лукинских заједница била је теодицеја: Ако Бог није био веран својим обећањима која је дао изабраном народу Божјем допустивши да буде разорен њихов свети град и јерусалимски храм, зашто хришћани преобраћени с паганства, који верују у тог Бога, сматрају да ће Бог бити веран обећањима које је дао њима?
Неки писци објашњавају то тако што кажу да је Лукина основна тема „историја спасења“, или пак нешто што нам скреће пажњу на мотив обећања и испуњења обећања.
Лука је тако саставио јеванђеље, да његови читатељи могу у Исусу препознати Бога, који је походио свој народ те му исказао неизрециву љубав и нежност.

## Време настанка
О датуму настанка овог јеванђеља постоје три заступљена мишљења. По њима је оно настало или око 63. године, или око 75.-85. године, или на почетку другог века. Питање датума настанка овог јеванђеља повезано је с датумом настанка Дела апостолских, јер јеванђеље нужно мора претходити томе своме наставку.
За први од три датума важне су следеће чињенице :
1. На крају Дела апостолских Свети Павле је још у затвору. Да је Лука нешто знао о Павловом ослобођењу, или пак о његовој мученичкој смрти, вероватно би то и споменуо.
2. На темељу пасторалних посланица чини се да је Павле касније поновно посетио Ефес. Да је Лука писао након тог догађаја, сигурно не би Павлово пророчанство да га Ефежани више неће видети (Дап 20, 25. 38) оставио без коментара.
3. Лука спомиње испуњење Агабовог пророчанства. Да је писао након 70. године, било би логично очекивати да ће негде навести и испуњење Исусовог пророчанства о разорењу Јерусалима (Лк 21, 20).
4. У Делима се не показује да је њихов писац познавао посланице апостола Павла, па стога мора да су написана раније.
5. У Делима се не спомиње никакав догађај до којег је дошло након 62. године. Не спомињу се, на примера, ни Јаковљева(62. године), ни Павлова смрт, а ни разорење Јерусалима.

Овим разлозима не придају сви једнаку важност. Могло би се, наиме, тврдити да они у првом реду зависе о ономе што би Лука по нечијем мишљењу морао укључити у свој текст, а у томе би се могло погрешити. Стога неки сматрају да ти разлози нужно не спречавају прихватање и неког каснијег датума (В. Г. Кумел заговара датум између 80. и 90. године, а А. Ф. Ј. Клијн око 80. године). Други опет сматрају да је реч о врло јаким разлозима, па Е. М. Блајклок нпр. заговара датум око 62. године, Ф. Ф. Брус недуго након 51. године (коју он држи годином настанка Лукиног еванђеља), а Пирсон Паркер 62. или 63. годину. Бо Рике је мишљења да Лука, кад је написао Дела, није знао ни за какве догађаје касније од 62. године, па је, према томе, његово јеванђеље морало настати прије те године.

## Порука књиге
Лукино јеванђеље уоквирује се поруком спасења за све људе. Потребно је веровати у Божју љубав и понуду опроштења, јер то од грешника ствара новога човека.

## Поређење са другим канонским јеванђељима
Јеванђеље по Луки је једино јеванђеље са уводом, у којој аутор објашњава своју методологију и сврху. Он наводи да „многи почеше описивати догађаје који се испунише међу нама, као што нам предаше који првобитно сами видеше и слуге речи бише“. Аутор додаје да је превише жели да састави прегледан извештај за Теофила, тако да Теофил може да „позна темељ оних речи којима се научио“.
Као и Матеј, и Лука наводи краљевски родослов и Исусово рођење од девице. За разлику од Матеја, који прати Исусов родослов преко Давидове линије све до Аврама, како би се обратио јеврејским читаоцима, Лука прати Исусову лозу све до Адама, указујући на универзално осећај спасења. Лукино приповедање о Исусовом рођењу укључује Маријино и Јосифово путовање у Витлејем због пописа становништва које је наредио римски гувернер Квириније, Исусво полегање у јасле, анђеоску објаву да је Исус спаситељ свих људи и долазак пастира да виде Исуса. Такође, Јеванђеље по Луки је једино јеванђеље које помиње причу о рођењу Јована Крститеља и Исусово детињство.
Лука истиче Исусова чуда, набројавши их 20, од којих су четири која се налазе само у Јеванђељу по Луки. Као и Јеванђеље по Матеју, и Јеванђеље по Луки обухвата важна казивања за које се мисли да потичу из хипотетичког Q документа, као што су казивања о блаженствима. Лукина верзија Блаженстава се разликује од Матејевих и чини се да је Лука ближе Q документу Више од десетак најпознатијих Исусових прича се могу пронаћи само у овом јеванђељу, укључујући и оне о добром Самарићанину, неправедном управнику и блудном сину.
Више него друга јеванђеља, Јеванђеље по Луки се фокусира на жене које играју велику улогу међу Исусовим следбеницима, попут Марије Магдалене, Марте и Марије из Бетаније. Јеванђеље по Луки је једино јеванђеље у којој се налази прича о најави да ће Марија родити Исуса. Јеванђеље по Луки има више женских ликове, има жену пророка и детаљне наводе о трудноћи. Део јеванђеља је вези између Јелисавете, мајке Јована Крститеља, и Марије, Исусове мајке.
Јеванђеље по Луки је једино јеванђеље које третира Тајну вечеру на исти начин као и Павле, као увођење литургије које ће понављати његови следбеници. По Гези Вермесу, сматра се да је Павле примарни извор за ову интерпретацију јер каже да је дошао до овог закључка директним откровењем, а не од других апостола. Ови стихови се не налазе у неким старијим рукописима, а Барт Ерман је закључио да су додати у циљу подршке теми Исусовом умирујућом смрћу, што се налази у Јеванђељу по Марку, али да их је писац Јеванђеља по Луки избацио из оригиналног текста.
Лука наглашава да Исус није починио никакав злочин против Рима, што су потврдили Ирод Антипа, Понтије Пилат и разбојник разапет са Исусом. Могуће је да је аутор овог јеванђеља покушао да стекне поштовање римске власти у корист цркве наглашавајући Исусову невиност. Поред тога, такође је приметно да Лука умањује римски учешће у Исусовом разапињању и одговорност пребацује више на Јевреје. У делу посвећену Исусовом страдању, Исус моли да Бог опростити онима који га разапињу и гарантује разапетом разбојнику да ће бити заједно у рају.

## Историчност и критицизам
Као и све друге књиге у Библији и ово јеванђеље нападају скептици и атеисти, тврдећи да у њој има недоследности, пре свега историјских. Дешавања у Лукином јеванђељу се одвијају у тачно одређеном времену и простору, свакако да није за очекивати да писац једног оваквог моралног дела износи небулозе или непроверене чињенице.
Наука о историји је егзактна али и динамична наука, у којој се о прошлости свакодневно открива нешто ново. Библија (Стари Завет) је између осталог дуго била једини извор информација о Хетитима, што је дало довољно повода критицима да је нападају. Ипак, управо на основу описа из ове књиге, Хетити су откривени. Стога с једне стране стоје недоказане (понекад недоказиве) тврдње а са друге противдокази.
У случају јеванђеља скептици се највише позивају на разлике између јеванђеоских хронологија. Наиме, иако Јеванђеља по Матеју и Луки наводе да је Исус Христ рођен за време краља Ирода Великог (умро 4. п. н. е.), писац Јеванђеља по Луки објашњава да су Марија и Јосиф морали путовати из Назарета у Витлејем због пописа који је наредио Квириније, гувернер Сирије којој је придодата Јудеја, а који је захтевао да људи буду пописани по месту порекла, а не месту тренутног боравка. Тај попис је спроведен 6. или 7. године нове ере, десетак година после Иродове смрти. Међутим, пописи у за време цара Августа су се односили само на римске грађане, а није забележено да су Римљани захтевали да се становници пописују по месту одакле су пореклом њихове породице. Неки историчари одбацују причу о попису као истиниту, образлажући да је писац (намерно кривећи чињенице?) хтео да повеже пророчанство из Књиге пророка Михеја да ће месија бити рођен у Витлејему, одакле је по предању и краљ Давид.
На другу недоследност указује да слично као и Јеванђеље по Матеју, и ово јеванђеље наводи Христов родослов, који се у два јеванђеља драстично разликује по броју генерација и по линији наслеђивања. Скептици тврде да је у питању завера, и то вештачко склапање родословља, по ком би Јосиф био потомак краља Давида како би се чинило да је испуњено пророчанство да ће месија бити краљевског рода, како је описано Књизи пророка Данила.
Упркос овим критикама, којима се жели довести у питање не само јеванђеље већ и интегритет Библије као целине, Лукино јеванђеље је једно од оних библијских списа које садрже највише проверљивих историјских података. Као пример, довољно је навести само овај један одељак о Исусовом рођењу:
А у петнаестој години владе цара Тиверија, када је Понтије Пилат управљао Јудејом, и Ирод четверовласник Галилејом, а његов брат Филип као четверовласник над Итурејом и Трахонитидом, па Лисанија као четверовласник над Авилином, када су Ана и Кајафа били првосвештеници, рече Бог Захаријином сину Јовану у пустињи. И он дође у сву јорданску околину проповедајући покајничко крштење за опроштење грехова.
Да ли ово звучи као намера да се криве историјске чињенице, или напротив, да се описана дешавања ставе у што јаснији историјски оквир — по оваквим детаљима, јеванђеље стоји раме уз раме са другим античким списима (види: историографија).
Иако су Марково, Матејево и Лукино јеванђеље међусобно стилски слични па се по томе називају и синоптичка, Лукино има и многе паралеле са стилски различитим јеванђељем по Јовану.